# Brady Leman
Brady Leman (* 16. Oktober 1986 in Calgary) ist ein kanadischer Freestyle-Skier. Er ist auf die Disziplin Skicross spezialisiert. Sein größter Erfolg ist der Olympiasieg im Jahr 2018.

## Biografie
Zu Beginn seiner Sportkarriere war Leman ein alpiner Skirennläufer. Ab Dezember 2001 nahm er an FIS-Rennen teil, ab Dezember 2002 an Rennen im Nor-Am Cup. Später wurde er in das Entwicklungsteam des kanadischen Skiverbandes aufgenommen. Seine besten Ergebnisse im Nor-Am Cup sind zwei vierte Plätze, erzielt im März 2008, was in der Kombinations-Wertung zu Platz 3 reichte. Im Europacup erzielte Leman zwei Monate zuvor einen achten Platz. Nach Ende der Saison 2008/09 wechselte er zur Freestyle-Disziplin Skicross.
Am 5. Januar 2009 hatte Leman in St. Johann in Tirol sein Debüt im Freestyle-Weltcup und fuhr sogleich auf den elften Platz, was in seiner Premierensaison gleichbedeutend mit dem Bestergebnis war. In der Saison 2009/10 fuhr er dreimal in die Top 10, bei den Winter-X-Games 2010 gewann er die Bronzemedaille. Er qualifizierte sich für die Olympischen Winterspiele in Vancouver, erlitt aber einen Tag vor dem Rennen beim Training einen Schienbeinbruch. Leman verpasste auch fast die gesamte folgende Saison und kehrte erst nach anderthalb Jahren Pause in den Weltcup zurück. Das Comeback glückte: Zum Auftakt der Saison 2011/12 gewann er am 17. Dezember 2011 das Weltcuprennen in Innichen. Am 3. Februar 2012 folgte ein weiterer Sieg in Blue Mountain, was in der Endabrechnung den zweiten Platz im Skicross-Weltcup ergab. Im Weltcupwinter 2012/13 waren zwei zweite Plätze seine besten Ergebnisse.
In der Weltcupsaison 2013/14 klassierte sich Leman dreimal als Dritter. Bei den Olympischen Winterspielen 2014 in Sotschi stieß er bis in den Finallauf vor, stürzte aber und belegte schließlich den vierten Platz. Zwei weitere Podestplätze kamen in der Weltcupsaison 2014/15 hinzu, während er bei der Weltmeisterschaft 2015 am Kreischberg knapp den Einzug in den Finallauf verpasste und Fünfter wurde. In der Weltcupsaison 2015/16 stand er fünfmal auf dem Podest, ohne jedoch ein Rennen für sich entscheiden zu können. Dies gelang ihm jedoch beim Skicross-Wettbewerb der Winter-X-Games 2016. Weiterhin konstante Leistungen zeigte Leman während der Weltcupsaison 2016/17: Nachdem er fünfmal Zweiter geworden war, gewann er gegen Saisonende die Rennen in Idre und Blue Mountain, was in der Skicross-Disziplinenwertung für den zweiten Platz reichte.
Bei den Olympischen Winterspielen 2018 in Pyeongchang konnte er die Goldmedaille im Skicross gewinnen. Bei den Freestyle-Skiing-Weltmeisterschaften 2019 in Park City gewann er die Silbermedaille.
Mit einem Sieg an seinem letzten Rennen trat Brady Leman am 18. März 2023 vom Spitzensport zurück.

## Erfolge

### Olympische Spiele
- Sotschi 2014: 4. Skicross
- Pyeongchang 2018: 1. Skicross
- Peking 2022: 6. Skicross

### Weltmeisterschaften
- Inawashiro 2009: 14. Skicross
- Voss 2013: 15. Skicross
- Kreischberg 2015: 5. Skicross
- Sierra Nevada 2017: 7. Skicross
- Park City 2019: 2. Skicross
- Idre 2021: 20. Skicross

### Weltcupwertungen
| Saison  | Gesamt | Gesamt | Skicross | Skicross |
| Saison  | Platz  | Punkte | Platz    | Punkte   |
| ------- | ------ | ------ | -------- | -------- |
| 2008/09 | 66.    | 14     | 20.      | 125      |
| 2009/10 | 71.    | 10     | 22.      | 114      |
| 2011/12 | 7.     | 44     | 2.       | 443      |
| 2012/13 | 23.    | 34     | 5.       | 339      |
| 2013/14 | 26.    | 32     | 8.       | 355      |
| 2014/15 | 23.    | 31     | 6.       | 342      |
| 2015/16 | 15.    | 43,58  | 3.       | 428      |
| 2016/17 | 6.     | 51,50  | 2.       | 721      |
| 2017/18 | 54.    | 22,30  | 11.      | 23       |
| 2018/19 | 20.    | 38,09  | 4.       | 419      |
| 2019/20 | 21.    | 38,91  | 3.       | 523      |
| 2020/21 |        |        | 28.      | 111      |
| 2021/22 |        |        | 8.       | 296      |
| 2022/23 |        |        | 5.       | 354      |

### Weltcupsiege
Leman errang im Weltcup bisher 32 Podestplätze, davon 6 Siege:
| Nr. | Datum             | Ort           | Land     |
| --- | ----------------- | ------------- | -------- |
| 1   | 17. Dezember 2011 | Innichen      | Italien  |
| 2   | 3. Februar 2012   | Blue Mountain | Kanada   |
| 3   | 12. Februar 2017  | Idre          | Schweden |
| 4   | 5. März 2017      | Blue Mountain | Kanada   |
| 5   | 26. Januar 2019   | Blue Mountain | Kanada   |
| 6   | 18. März 2023     | Craigleith    | Kanada   |

### X-Games
- Winter-X-Games 2010: 3. Skicross
- Winter-X-Games 2016: 1. Skicross

### Weitere Erfolge
- 2 Podestplätze im Australian New Zealand Cup
- 4 Podestplätze im Nor-Am Cup, davon 1 Sieg

## Einzelnachweis
1. ↑  Rücktritt